# Kulcsár Lajos
Kulcsár Lajos (Budapest, 1959. január 1. –) magyar színész, író.

## Életpályája
1977-ben a Dominó Táncszínház Egyesületben pantomimesként kezdte pályáját, előtte a Dominó Mozgásszínház Stúdióját végezte el. A vizsgák után hivatásos pantomimművész és táncosként dolgozott. 1980-tól az alakuló Rock Színház Sztárcsinálók című produkciójában szerepelt, és a Nemzeti Színház stúdiósa lett. 1981-től a Szegedi Nemzeti Színházban szerepelt. 1982-ben az alakuló zalaegerszegi színház társulatába került, 
1983-tól a Színház- és Filmművészeti Főiskola hallgatója volt, Kazán István osztályában. 1985-től főiskolásként a Fővárosi Operettszínházban kapott szólista szerződést. 1986-tól diplomás színművészként a Fővárosi Operettszínház tagja volt, és mellette a Teleki Blanka Gimnáziumban Komé-Diákok néven működő színjátszó csoportot vezette, és felvételi előkészítő kurzust is tartott. 1989-től a Békés Megyei Jókai Színházhoz szerződött, 1991-től ismét a zalaegerszegi Hevesi Sándor Színházban játszott. 1997-től a Budapesti Operettszínház művésze. 1998-tól a Fóti Faluszínpad Művészeti Csoport vezetőjeként tevékenykedett néhány évig. 
2005-2014 között rendszeresen fellépett a Pintér Tibor vezette Sziget Színházban és a Nemzeti Lovas Színházban is. 2008-tól vendégművészként játszott a Békéscsabai Jókai Színházban. 2013-ban Békéscsabán bemutatták Zserbótangó című tragikomédiáját, a Nemzeti Lovas Színházban pedig a Dózsa, a nép fia című rock-musicalt, amelynek egyik szerzőtársa.
2015-től drámapedagógus a Farkas Ferenc Művészeti Iskolában, és drámaírással is foglalkozik.

## Fontosabb színházi szerepei
- Leonard Bernstein: West Side Story... Riff
- Dale Wassermann – Joe Darion – Mitch Leigh: La Mancha lovagja... Don Quijotte
- Arthur Freed – Betty Comden – Adolph Green – Nacio Herb Brown: Ének az esőben... Don Lockwood
- John Kander – Fred Ebb – Bob Fosse: Chicago... Billy Flynn
- John Kander – Fred Ebb – Joe Masteroff: Kabaré... Ernst Ludwig
- Horváth Péter – Presser Gábor – Sztevanovity Dusán: A padlás... Herceg
- Fényes Szabolcs: Maya... Dixi
- Vörösmarty Mihály: Csongor és Tünde... Kurrah
- Csiky Gergely: A nagymama... Kálmán
- Ábrahám Pál: Bál a Savoyban... Archibald
- Kálmán Imre: Csárdáskirálynő... Kerekes Ferkó
- Lehár Ferenc: A mosoly országa... Csang
- Lehár Ferenc: Luxemburg grófja... Lord Winchester
- Zerkovitz Béla: Csókos asszony... Ibolya Ede; Dorozsmay
- Jacobi Viktor: Leányvásár... Jack Harrison (az Olajkirály)
- Eisemann Mihály – Zágon István – Nóti Károly: Hyppolit, a lakáj... Hyppolit
- Madarász Iván: Robin Hood... Little John
- Müller Péter – Tolcsvay László – Bródy János: Doktor Herz... Herz
- Szirmai Albert – Bakonyi Károly – Gábor Andor: Mágnás Miska... Baracs István
- Richard Rodgers – Oscar Hammerstein: A muzsika hangja... Von Schreiber admirális
- Trevor Griffith: Komédiások... Mick Connor
- Erich Segal – Nagy Miklós – Galambos Attila: Love story... III. Oliver Barrett

## Művei
- Dózsa, a nép fia (rock-musical)
- Karácsony a Bükkös-tanyán (színmű)
- Love.hu (vígjáték)
- Zserbótangó (tragikomédia)

## Bemutatott művei
Fodor Zsóka ötlete alapján született színdarabja:
- Kulcsár Lajos: Zserbótangó (Békéscsaba, Ibsen Stúdiószínpad – 2013. december 6.)
- Kulcsár Lajos- Mészáros László: Dózsa György, a nép fia (Nemzeti Lovas Színház – 2014. július 5.)

## Filmek, tv
- Az elvarázsolt dollár (1986)
- Sorstalanság (2005)